# 켄 윌리엄스 (야구인)
케네스 로이 윌리엄스(영어: Kenneth Roy Williams, 1890년 6월 28일~1959년 1월 22일)는 미국의 전직 프로 야구 선수이다. 1915년부터 1929년까지 메이저 리그 베이스볼(MLB)에서 외야수로 뛰었다. 신시내티 레즈에서 메이저 리그 데뷔를 했지만 세인트루이스 브라운스에서 프로 커리어의 대부분을 보냈으며, 보스턴 레드삭스를 마지막으로 은퇴했다. 우투좌타였다. 1922년 시즌에 메이저 리그 역사상 최초로 30홈런과 30도루를 동시에 기록(30-30 클럽)한 첫 선수로 기록되었다.